# バイロイト大管区

バイエルン東マルク大管区
バイロイト大管区
Gau Bayerische Ostmark (ドイツ語)
Gau Bayreuth (ドイツ語)

国の標語: Ein Volk, ein Reich, ein Führer（ドイツ語）
一つの民族、一つの国家、一人の総統国歌: Das Lied der Deutschen（ドイツ語）
世界に冠たるドイツ
 党歌: Die Fahne hoch（ドイツ語）
旗を高く掲げよ

ナチス・ドイツの地図

【大管区登録番号】 第2番

バイロイト大管区（バイロイトだいかんく、ドイツ語: Gau Bayreuth）は、国民社会主義ドイツ労働者党（ナチ党）の設置した大管区の一つである。

## 概要
ローレンツ・メッシュ配下の「ドイツ民族的防護・同盟（DVSTB）」北バイエルン支部は、1921年以来コーブルクを拠点に存在し、後にこれらの人員がナチ党へ移った。
1925年2月27日、ナチ党幹部のハンス・シェムはバイロイトに党の地区支部を設立し、1928年には上フランケン（オーバーフランケン）大管区（Gau Oberfranken）を設立した。同年9月3日、シェムは上フランケン大管区指導者となり、バイエルン州議員と『ドイツ文化のための国民社会主義協会』のフランケン地区責任者となった。1929年からは、「ナチ党教員連盟（NS-Lehrerbund、NSLB）」総裁と、突撃隊（SA）集団指導者となった。
1933年1月19日、シェムの斡旋により、上フランケン大管区は低地バイエルン・上プファルツ（ニーダーバイエルン・オーバープファルツ）大管区（Gau Niederbayern-Oberpfalz）と合併し、バイエルン東マルク（バイエリッシェオストマルク）大管区（Gau Bayerische Ostmark）として再編された。「マルク（mark）」という語は、中世におけるスラブ人に対する国境地帯及び「防壁」の意味があり、大管区の拡大によって名実共に東部の国境に接することとなった。
低地バイエルン＝上プファルツ大管区は、1926年に党組織指導者のグレゴール・シュトラッサーの下で設立され、1928年に低地バイエルン大管区（1929年までシュトラッサー、1932年4月1日までオットー・エルバースドブラーが指導）と上プファルツ大管区（1929年までアドルフ・ワーグナー、1932年4月1日までマイヤーホーファーが指導)。に分割された。マイヤーホーファーは、1932年4月から1933年1月13日まで再統合された低地バイエルン＝上プファルツ大管区指導者となった。

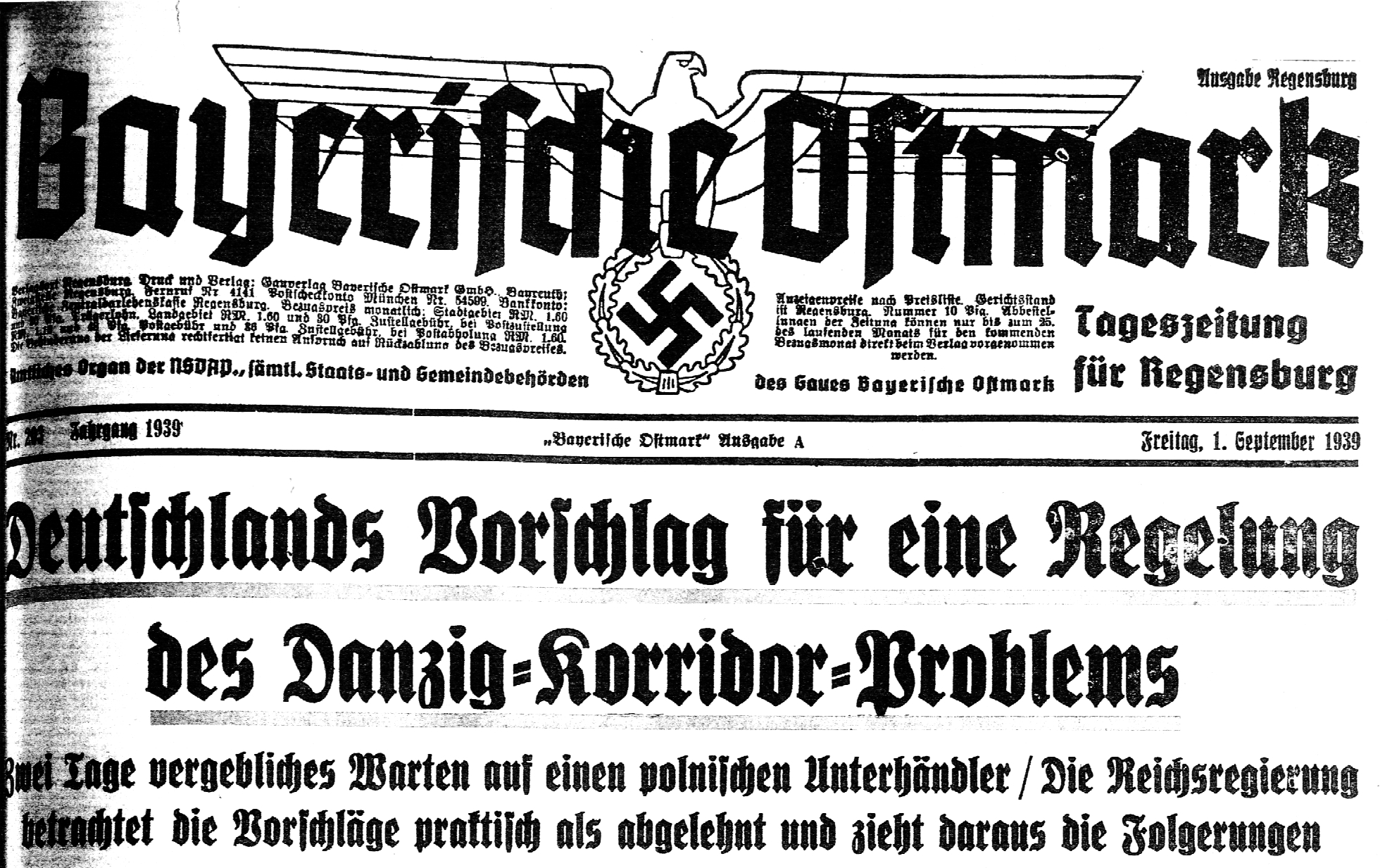
『バイエルン東マルク』に改題された党機関紙『バイエルン東部の目覚め』（1939年）

1928年10月1日から1932年9月まで、ルートヴィヒ・リュックデシェルは大管区顧問、宣伝指導者、出納長、並びに大管区指導者であるシェムの副官であった。
1933年3月16日、バイエルン州国家代理官フランツ・リッター・フォン・エップは、シェムを州の臨時教育大臣に使命した。1933年4月13日、アドルフ・ヒトラーはシェムを「バイエルン文化・教育問題担当」として任命した。これは、州とナチ党が不可分であることを意味した。
NSLBの本拠地でもあったバイロイトが大管区都となった。上フランケンからパッサウ迄のバイエルンのオストマルク通りは、この地域の主要な接続地帯として開発された。ヴァイスマインには大管区指導者学校が設置された。シェム自身によって発案され、1936年に完成した「ドイツ教育の家（Haus der Deutschen Erziehung）」は、1936年7月12日のNSLB全国会議の際に開館した。
大管区指導者であるシェムは「東マルク（Ostmark）」の名の普及を目指しており (例えば、東マルクの歌、東マルク通り、東マルク出版、等）、1942年からは「バイロイト」に改称された。シェムによって発行されていた党機関紙『バイエルン東部の目覚め（Bayerische Ostwacht）』も後に『バイエルン東マルク』と改題された。その後シェムは、バイロイトに本社を置く『バイエルン東マルク大管区出版（Gauverlag Bayerische Ostmark）』を設立し、此等を通じて多数の地方紙を統制管理した。その為、1942年まで幾つかの新聞や日刊紙に「バイエルン東マルク」の名称が付けられた。此等は宣伝目的の文献のみならず、一般誌や都市の図説等も出版された。
大管区に於る事業や企業経営は、大半がドイツ社民党から没収した膨大な資金によって賄われていた。尚、これらは国民社会主義の為の非営利的活動と見なされていた。主な事業はバイロイト地域の田園都市開発にあった。
1935年3月5日、シェムは飛行機事故により死亡し、後継者としてフリッツ・ヴェヒトラーが1935年12月5日に大管区指導者に任命された。彼は「ナチ党教育本部」の責任者であり、NSLBの臨時総裁でもあった。
1938年のミュンヘン協定締結後の1939年からは、それまでチェコスロバキアに属していた領土（ベルグライヒェンシュタイン、マルクトアイゼンシュタイン、プラハティッツ）が大管区に編入された。
第二次世界大戦開戦後の1942年11月16日、ヴェヒトラーは全国防衛委員となり、1944年8月には親衛隊 (ナチス)（SS）上級集団指導者となった。大戦末期、アメリカ軍がバイロイトに進軍した後、ヴェヒトラーはバイロイトの司令所から脱走しヴァルトミュンヘン付近でSSの部隊によって銃殺された。処刑はヒトラーの個人的な命令で行われたとされているが、実際は彼の副官のリュックデシェルと党官房長マルティン・ボルマン両名の策謀によるものであった。狂信的なナチであったリュックデシェルは、長年ヴェヒトラーと軋轢があったとされている。1945年4月19日より、リュックデシェルは最後の大管区指導者となった。4月22日のラジオ演説で彼は、米軍の侵攻を鑑みて「最後の一石まで」抵抗するようレーゲンスブルクの死守を命じた。

## 備考

### 大管区及び大管区指導者の変遷
大管区指導者
- 上フランケン大管区
  - ハンス・シェム（1928年9月3日-1933年1月19日）
- 低地バイエルン＝上プファルツ大管区
  - グレゴール・シュトラッサー（-1926年）
- 低地バイエルン大管区
  - オットー・エルバースドブラー（-1932年4月1日）
- 上プファルツ大管区
  - アドルフ・ワーグナー（-1929年）
- （第二次）低地バイエルン＝上プファルツ大管区
  - マイヤーホーファー（-1932年4月1日）
- バイエルン東マルク大管区
  - ハンス・シェム（1933年1月19日-1935年3月5日）
  - ルートヴィヒ・リュックデシェル（臨時指導者代行、1935年3月20日-12月6日）
  - フリッツ・ヴェヒトラー（1935年12月5日-1945年4月19日）
  - ルートヴィヒ・リュックデシェル（1945年4月19日-5月8日）

副大管区指導者
- ルートヴィヒ・リュックデシェル（1933年2月1日-1941年6月）
- （空席）

### 組織
- 大管区本部 ― バイロイト
- 大管区指導者学校 ― ヴァイスマイン
  - 大管区教練城館 ― シャルロッテンホフ宮殿（ドイツ語版）（1939年設置）
- SA『バイエルン東マルク』管区集団本部 ― レーゲンスブルク（-1934年8月1日）、バイロイト、Marsstraße. 14（1934年8月1日-1945年）

### 人事
- 組織指導者
  - フリードリヒ（フリッツ）・ヴォーラント（1937-41年）
- 人事局長 
  - ハインリヒ・ホルルベック（1934-41年）
- 教育訓練指導者
  - エトヴァルト・コルブ博士（1937-41年）
- 大管区北部及び南部監督官
  - フランツ・ガニンガー（1937-39年）
  - パウル・ミューラー博士
- 大管区監督官
  - フランツ・ガニンガー（1941年）
  - パウル・ミューラー博士（1941年）
  - オットー・エルバースドブラー
- 党裁判長
  - カール・ゲッツ（1929-41年）
- 出納長
  - カール・ライテル（1937-41年）
- 宣伝指導者
  - ハンス・コルベ（1937-41年）
- 出版局長
  - ハインリヒ・ハンセン（1937年）
  - ルドルフ・ケッテラー（1939年）
  - クルト・ウルバン（1941年）
- SA『バイエルン東マルク』管区集団指導者
  - アルトゥール・ラコブラント（1933年3月25日-1937年5月14日）
  - リヒャルト・ワーゲンバウアー（1937年5月15日-1942年1月31日）
  - ルートヴィヒ・シュムック（1942年2月1日-1945年）

### 構成管区
- アンベルク
- バンベルク
- バイロイト＝エッシェンバッハ（英語版）
- バイルングリース＝リーデンブルク
- ボーゲン（英語版）
- シャム（英語版）＝ケッツティング（英語版）
- コーブルク
- デッゲンドルフ（英語版）
- ディンゴルフィング＝ランダウ郡
- エーバーマンシュタット
- エッゲンフェルデン（英語版）
- フレンキシェ・シュヴァイツ（フォルヒハイム及びペグニッツ）
- グラーフェナウ（英語版）＝フィルスホーフェン（英語版）
- グリースバッハ（英語版）
- ハウツェンベルク（英語版）
- ヘーヒシュタット/アイシュ
- ホーフ（ザーレ）
- ケールハイム（英語版）
- クラッタウ（英語版）
- クローナハ＝シュタットシュタイナハ
- クルムバッハ
- ランツフート
- リヒテンフェルス＝シュタッフェルシュタイン
- マインブルク（英語版）
- ミュンヒベルク
- ナプブルク（英語版）
- ナイラ
- ノイマルクト（英語版）
- オーバーヴィヒタッハ（英語版）＝ヴァルトミュンヘン（英語版）
- パルスベルク（英語版）
- パッサウ方面
- パッサウ市
- プファルキルヒェン（英語版）
- プラハティッツ（英語版）
- レーゲン（英語版）
- レーゲンスブルク
- ローディング（英語版）
- ロッテンブルク（英語版）＝マラースドルフ（英語版）
- シュヴァンドルフ（英語版）
- ゼルプ（レーアウ及びヴンジーデル）
- シュタットシュタイナハ
- シュタッフェルシュタイン
- シュトラウビング
- ズルツバッハ＝ローゼンベルク（英語版）
- ティルシェンロイト（英語版）＝ケムナート（英語版）
- ヴィヒタッハ（英語版）
- フィルスビーブルク（英語版）
- フォーエンシュトラウス（英語版）
- ヴェークシャイト（英語版）
- ヴァイデン＝ノイシュタット
- ヴォルフシュタイン（英語版）